# Jonkersland
Jonkersland est un village situé dans la commune néerlandaise d'Opsterland, dans la province de la Frise. Son nom en frison est Jonkerslân. Le 1er janvier 2008, le village comptait 306 habitants.